# Sterling (Utah)
Sterling é uma cidade  localizada no estado norte-americano de Utah, no Condado de Sanpete.

## Demografia
Segundo o censo norte-americano de 2000, a sua população era de 235 habitantes.
Em 2006, foi estimada uma população de 251, um aumento de 16 (6.8%).

## Geografia
De acordo com o United States Census Bureau tem uma área de
0,6 km², dos quais 0,6 km² cobertos por terra e 0,0 km² cobertos por água. Sterling localiza-se a aproximadamente 1699 m acima do nível do mar.

## Localidades na vizinhança
O diagrama seguinte representa as localidades num raio de 16 km ao redor de Sterling.